# Odstředivá spojka
Odstředivá spojka je spojka která automaticky při zvýšení rychlosti otáčení spojí hnací (vnitřní) hřídel s hnaným (vnějším bubnem).

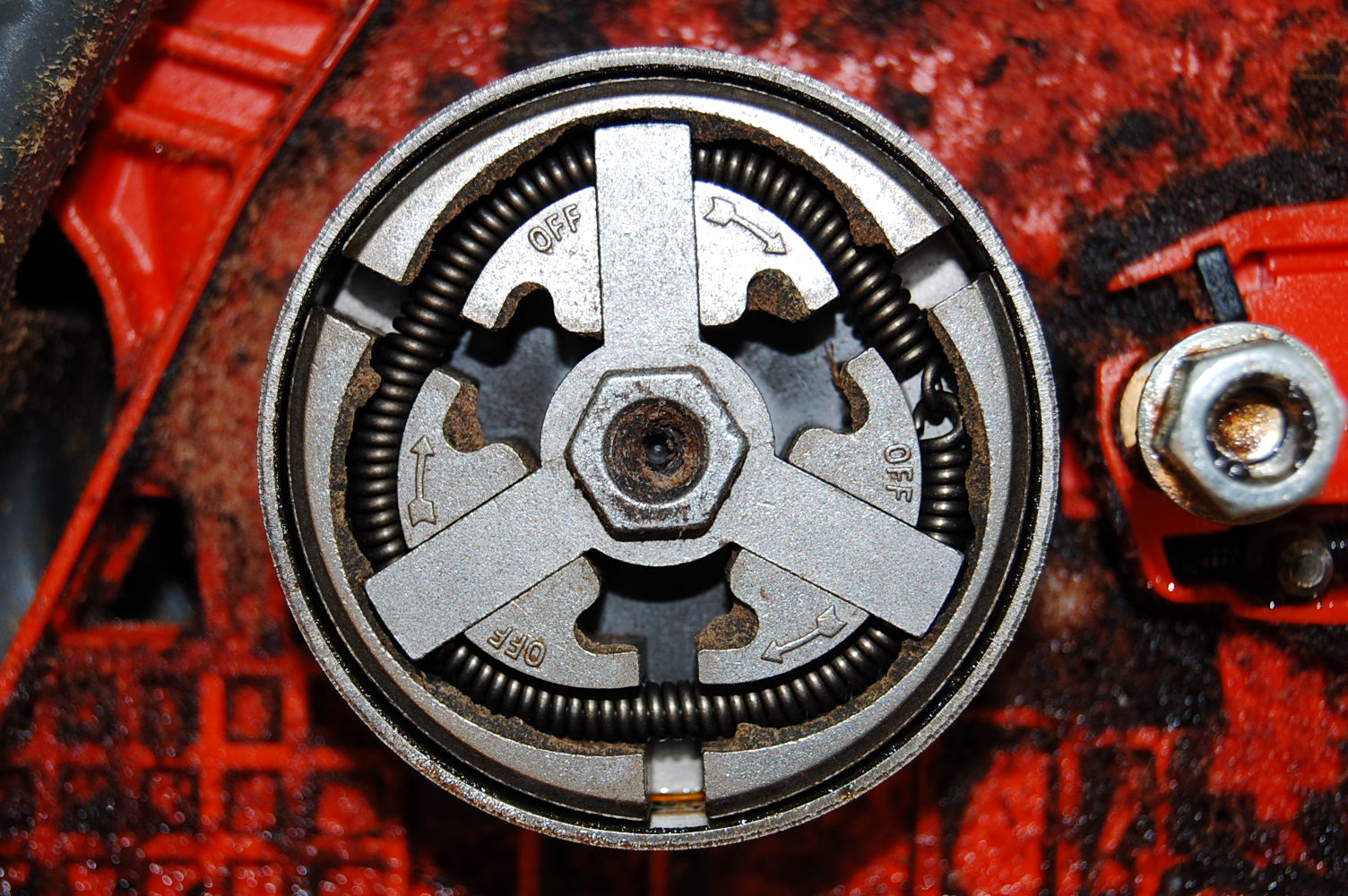
Odstředivá spojka

Na vnitřní (hnací) hřídel jsou připevněny pakny (nejčastěji 2, nebo 3; může jich být ovšem i víc), které se při zvýšení otáček pomocí odstředivé síly posunují od středu. Pokud rychlost otáčení stoupne nad určitou mez (určují ji pružiny, které tlačí pakny ke středu hnacího hřídele) začnou se pakny dotýkat vnějšího bubnu a tím předávat točivý moment.
Při poklesu otáček se hřídel od bubnu vlivem tahu pružin automaticky rozpojí.

## Použití
Používají se jako pozvolné rozběhové spojky nebo pro bezzátěžové řazení.
Důmyslný systém tří odstředivých spojek se používá v mopedu Babetta. Odstředivá spojka se také používá u všech typů benzínových motorových pil.

## Výhody
- Automatické spojení dvou hřídelů bez vnějšího zásahu
- Snadný rozběh spalovacích motorů, omezení proudových špiček u elektromotorů

## Nevýhody
- Při opotřebení pružin samovolné spínání spojky
- Pokud je spojka zamaštěná dochází k velkému prokluzu vlivem malých styčných ploch